# Stamnät (dator)
Ett stamnät är den funktionskritiska delen av ett telefon-, data- eller elnät. Stamnätet har ofta mycket hög överföringskapacitet och förgrenar sig sedan i underordnade nät. 
Inom datanät benämns stamnätet ofta med den engelska termen backbone (som ibland till och med översätts till ryggradsnät) och utgör då den centrala delen av ett datornät dit lokala nät ansluts. Byggs ofta med fiberoptik och har ofta hög överföringskapacitet.